# Dicranomyia mecogastra
Dicranomyia mecogastra är en tvåvingeart som först beskrevs av Alexander 1964.  Dicranomyia mecogastra ingår i släktet Dicranomyia och familjen småharkrankar. Inga underarter finns listade i Catalogue of Life.